# Vitalismo

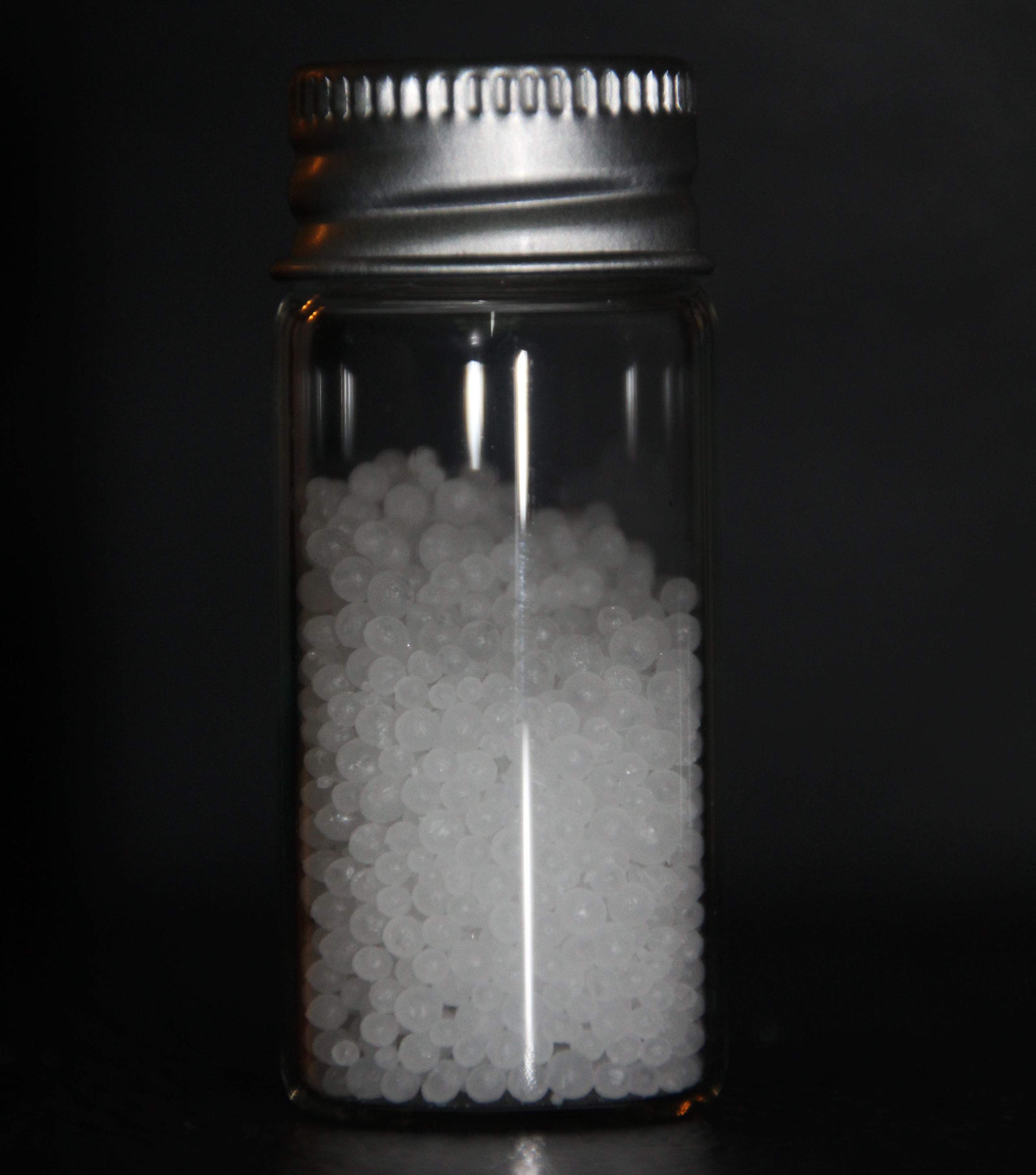
No início do século XIX, a síntese de ureia a partir de compostos inorgânicos veio refutar a hipótese vitalista de que só os organismos podiam ser componentes dos seres vivos.

Vitalismo é a crença de que os organismos vivos são fundamentalmente diferentes dos objetos inanimados por conterem algum elemento metafísico ou por serem governados por diferentes princípios desses objetos. Nos casos em que o vitalismo refere explicitamente esse princípio vital, geralmente dá-lhe o nome de "energia vital", "impulso vital" ou "elã vital", um conceito semelhante ao da alma.
Nos séculos XVIII e XIX, o vitalismo era tema de discussão entre os biólogos, divididos entre os que acreditavam que as leis da mecânica ou da física acabariam por explicar a diferença entre vida ou não vida, e os que acreditavam que a vida não poderia ser reduzida a processos mecânicos. Estes últimos, os biólogos vitalistas, chegaram a propor hipóteses testáveis com o objetivo de demonstrar que as explicações mecânicas eram insuficientes, mas estas experiências não conseguiram demonstrar a existência do vitalismo. Desde o início do século XX que os biólogos consideram o vitalismo refutado por evidências empíricas, pelo que o enquadram no campo da religião, e não da ciência.